# Nữ quyền tình dục

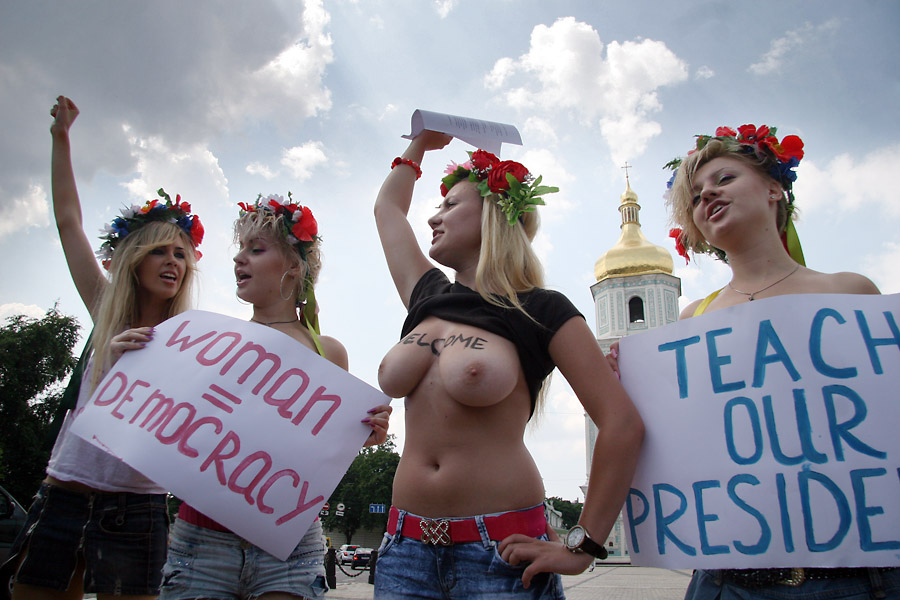
Những nhà tranh đấu nữ quyền ở Ukraina

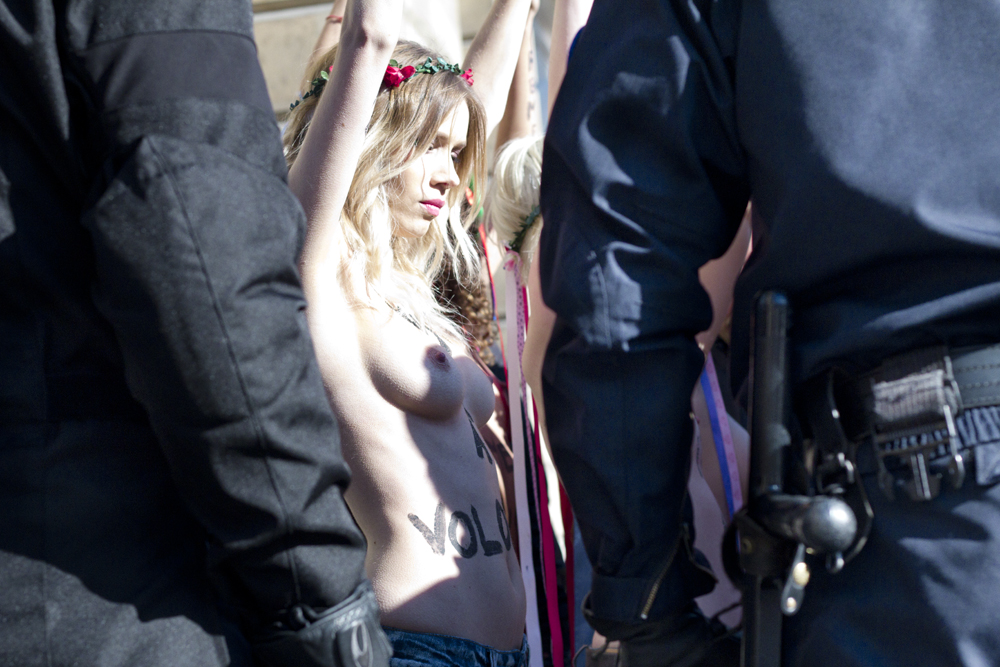
Tranh đấu nữ quyền ở Paris

Nữ quyền tình dục (Sex-positive feminism/Sex-radical feminism) là một phong trào tranh đấu cho nữ quyền tập trung vào ý tưởng rằng tự do tình dục là một thành phần thiết yếu của sự tự do phụ nữ. Phong trào này khẳng định rằng phụ nữ có quyền tự chủ hoàn toàn đối với cơ thể (Bodily integrity) và quyền tự chủ tình dục của mình, bao gồm quyền được trải nghiệm tình dục, quyền thỏa mãn tình dục, và không bị cưỡng ép hay phán xét, đánh giá, xét nét từ bất kỳ ai khác. Những người tranh đấu nữ quyền tình dục phản đối các nỗ lực pháp lý được khởi xướng từ chính phủ, các nhà nữ quyền khác, những người phản đối nữ quyền hay bất kỳ tổ chức nào khác nhằm kiểm soát hoạt động tình dục giữa những người trưởng thành có sự tự nguyện. Phong trào nữ quyền tình dục có liên hệ với phong trào ủng hộ tình dục nhưng cách diễn giải hoặc thực hành của nó bị chỉ trích rằng đây là nữ quyền độc hại khi gây áp lực lên phụ nữ phải luôn sẵn sàng, cởi mở, sống thoáng, phải chủ động, táo bạo, có nhiều trải nghiệm tình dục để được coi là "giải phóng", "cấp tiến", "cá tính", "hiện đại", có thể gây ra khó chịu cho những phụ nữ không có ham muốn cao, cũng như những người chọn lối sống kiêng khem, tiết độ, giữ nề nếp truyền thống.
Phong trào nữ quyền tình dục đã được phát động và cổ xuý rầm rộ, với những nhà tranh đấu không biết mệt mỏi cho quyền tình dục nữ, trong đó nhiều nhà hoạt động nổi bật cho nữ quyền tình dục có xuất thân hoặc có liên quan đến ngành công nghiệp khiêu dâm như những nhà tranh đấu cho chủ nghĩa nữ quyền ủng hộ quan điểm tích cực về tình dục bao gồm nhà văn Kathy Acker, học giả Camille Paglia, nhà giáo dục tình dục Megan Andelloux, Susie Bright, Rachel Kramer Bussel, Diana Cage, Avedon Carol, Patrick Califia, Betty Dodson, Nancy Friday, Jane Gallop, Laci Green, diễn viên khiêu dâm Nina Hartley, Josephine Ho, Amber L. Hollibaugh, Brenda Howard, Laura Kipnis, Wendy McElroy, Inga Muscio, Joan Nestle, Marcia Pally, Carol Queen, Candida Royalle, Gayle Rubin, Annie Sprinkle, Tristan Taormino, Ellen Willis, và Mireille Miller-Young, họ tham gia vào ngành công nghiệp này và cố gắng thay đổi các quy tắc, tạo ra những sản phẩm khiêu dâm mang tính nữ quyền đối lập với các sản phẩm khiêu dâm truyền thống thường khai thác vào khoái cảm của nam giới. Các tác giả Gayle Rubin và Wendy McElroy nhận thấy nguồn gốc của chủ nghĩa nữ quyền tích cực về tình dục bắt nguồn từ công việc của những nhà cải cách tình dục và những người hoạt động vì giáo dục giới tính và tiếp cận biện pháp tránh thai, chẳng hạn như Havelock Ellis, Margaret Sanger, Mary Dennett và sau đó là Alfred Kinsey và Shere Hite

## Đại cương

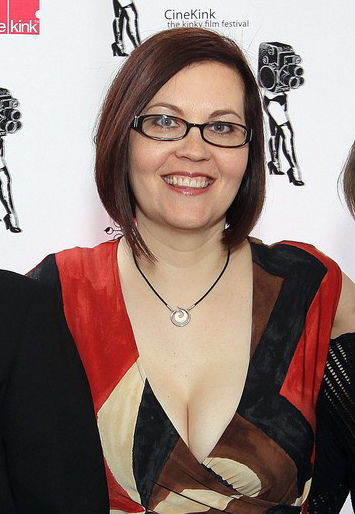
Một nhà tranh đấu cho nữ quyền tình dục

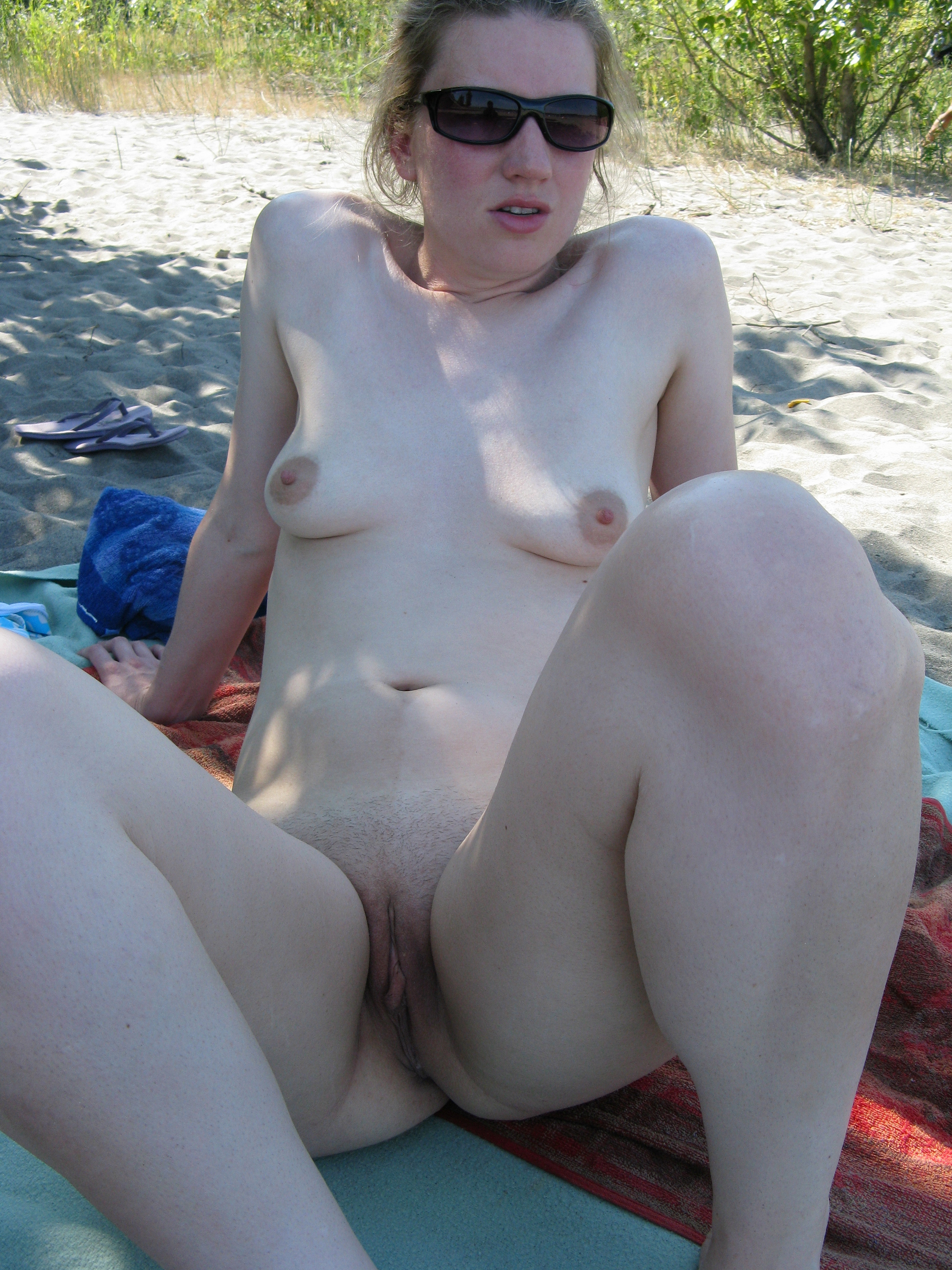
Nữ quyền tình dục tranh đấu cho sự cởi trói các lề luật khắc nghiệt về tự do phụ nữ, trong đó nhiều nơi, phụ nữ đã được tự do khỏa thân nơi công cộng, chẵng hạn như ở Mỹ

Chủ nghĩa nữ quyền tích cực về tình dục tập hợp các nhà hoạt động chống kiểm duyệt, các học giả nữ quyền, các nhà sản xuất phim khiêu dâm và khiêu dâm, cùng những người cùng quan điểm khác. Nữ quyền tự do tình dục là một phong trào nữ quyền lấy ý tưởng cốt lõi rằng tự do tình dục là một yếu tố không thể thiếu trong công cuộc giải phóng phụ nữ, nữ quyền tình dục có xu hướng nhìn nhận một cách tích cực hơn về tình dục và các biểu hiện đa dạng của nó, miễn là có sự đồng thuận hoàn toàn và không có yếu tố bóc lột hay ép buộc. Họ lập luận rằng chế độ gia trưởng hạn chế biểu hiện tình dục và ủng hộ việc trao cho mọi người thuộc mọi giới tính nhiều cơ hội tình dục hơn, thay vì hạn chế nội dung khiêu dâm. Một luồng quan điểm khác coi tự do hóa tình dục là sự mở rộng của "đặc quyền nam giới". Các nguyên tắc cốt lõi của nữ quyền tình dục bao gồm:
- Tự chủ thân thể và tình dục: Phụ nữ có quyền tuyệt đối đối với cơ thể của họ (Bodily integrity) và có toàn quyến đối với các quyết định liên quan đến hành vi tình dục của mình, họ được tự do thực hiện hành vi tình dục mà không bị kiểm soát bởi nhà nước, tôn giáo, xã hội hay bất kỳ cá nhân nào khác, đặc biệt là những thành phần có óc gia trưởng, cổ hủ, thủ cựu, cố chấp[6][7][8][9]. Nhà tranh đấu Carol Queen cho rằng: "Cảm giác rằng nhiều người trong chúng ta đang bị tước đoạt không gian và quyền tự quyết để lên tiếng cho chính mình và nói về các vấn đề trong cộng đồng chính là điều [...] dẫn đến sự nở rộ của chủ nghĩa nữ quyền tích cực về tình dục. Và đó là lý do tại sao lại có một chủ nghĩa nữ quyền tích cực về tình dục chứ không chỉ đơn thuần là sự tích cực về tình dục"[10].
- Giải phóng tình dục: Tình dục được coi là một khía cạnh tự nhiên và lành mạnh của con người, không nên bị kỳ thị, đàn áp hay gắn liền với sự xấu hổ, tội lỗi, phụ nữ không nên ngần ngại bày tỏ ham muốn và sự sẵn sàng, thay vào đó họ phải đáng bị ngượng ngùng, thẹn thùng, xấu hổ khi không thể hiện đủ độ "sexy", "thoáng", gợi cảm, táo bạo, dạn dĩ, chủ động và sẵn sàng. Nhà tranh đấu Naomi Wolf viết rằng: "Cực khoái là tiếng gọi tự nhiên của cơ thể đối với chính trị nữ quyền"[11][12]. Nhà tranh đấu Gayle Rubin định nghĩa là "ý tưởng cho rằng tình dục là một lực lượng tự nhiên tồn tại trước đời sống xã hội và định hình các thể chế"[3][3].
- Phá vỡ các tiêu chuẩn kép và định kiến: Những nhà tranh đấu nữ quyền phản đối các tiêu chuẩn xã hội thường cho phép nam giới tự do tình dục hơn phụ nữ, đồng thời lên án việc phán xét hoặc kỳ thị phụ nữ dựa trên hành vi tình dục của họ. Những nhà tranh đấu đả phá những những quan niệm truyền thống về sự trong trắng của phụ nữ vẫn còn ảnh hưởng trong xã hội đã dẫn đến cái mà nhiều người diễn giải là tiêu chuẩn kép đối với tình dục nữ khi mà để một người phụ nữ được coi là tốt thì cô ấy phải giữ mình trong trắng[13].
- Chống kiểm duyệt: Những nhà tranh đấu đã phản đối quyết liệt các nỗ lực kiểm soát hoặc cấm đoán các hoạt động tình dục giữa những người trưởng thành có sự đồng thuận. Những người theo chủ nghĩa nữ quyền từ nhà tranh đấu Betty Friedan và Kate Millett cho đến Karen DeCrow, Wendy Kaminer và Jamaica Kincaid đều ủng hộ quyền tiếp cận và hưởng thụ nội dung khiêu dâm[14]. Những nhà tranh đấu và ủng hộ phong trào này còn xuất bản các văn hóa phẩm khiêu dâm nữ quyền hay phim khiêu dâm nữ quyền (Feminist pornography) để truyền bá, lan toả rộng rãi đến công chúng. Nữ quyền tình dục xem quyền được thể hiện không ngần ngại và khám phá tình dục một cách tự do, tự do yêu đương là một phần quan trọng trong quá trình trao quyền và giải phóng phụ nữ khỏi các định kiến, áp bức của chế độ phụ hệ. Việc công nhận và bảo vệ các quyền liên quan đến tình dục (như quyền được tiếp cận thông tin, dịch vụ sức khỏe sinh sản, quyền đồng thuận trong quan hệ) đã được pháp luật các nước từng bước ghi nhận, mặc dù việc đi sâu vào các khía cạnh tự do tình dục hay khám phá tình dục của phụ nữ một cách công khai vẫn còn là một chủ đề khá nhạy cảm. Những người theo chủ nghĩa nữ quyền tích cực về tình dục với quan điểm này tin rằng "các bé gái và bé trai tuổi teen đều có khả năng đưa ra những lựa chọn sáng suốt liên quan đến tình dục của mình"[15] và rằng luật về hành vi cưỡng hiếp theo luật định thực chất chỉ nhằm bảo vệ "những cô gái ngoan" khỏi yếu tố tình dục. Những người theo chủ nghĩa nữ quyền khác phản đối hoặc lưỡng lự về việc tăng cường luật cưỡng hiếp theo luật định vì chúng ngăn cản phụ nữ trẻ tham gia vào các mối quan hệ tình dục tự nguyện, ngay cả khi họ có đủ năng lực đồng thuận[16].

## Ấn phẩm

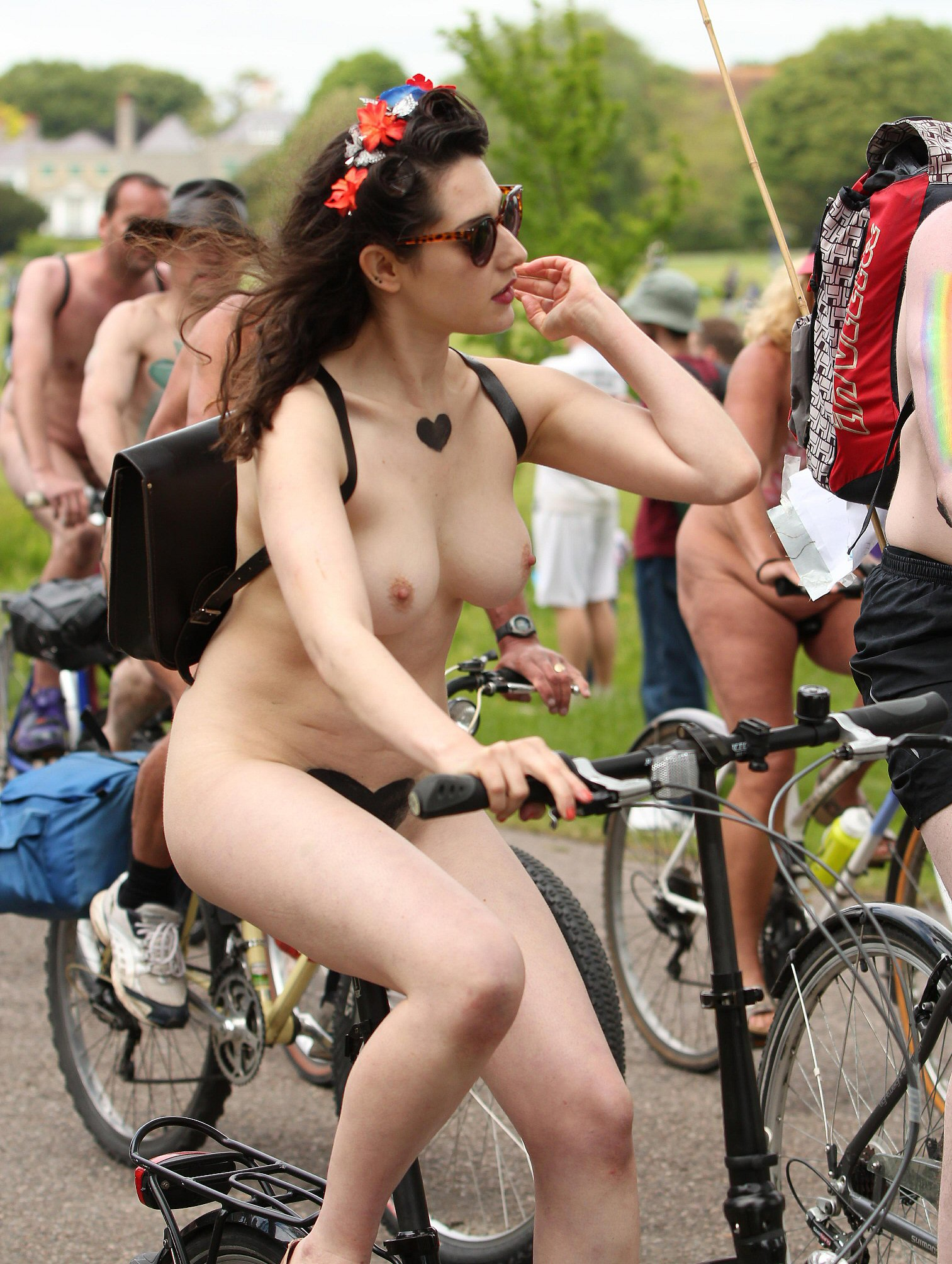
Tự do khoả thân tại những sự kiện đạp xe khoả thân

Văn hóa phẩm khiêu dâm nữ quyền hay phim khiêu dâm nữ quyền (Feminist pornography) là một thể loại phim (hoặc nội dung) khiêu dâm được tạo ra với mục tiêu và các nguyên tắc nhất định dựa trên lý thuyết nữ quyền. Đây là một thể loại phim được phát triển bởi hoặc dành cho những người trong phong trào nữ quyền tích cực về tình dục. Khác với phim khiêu dâm chính thống, văn hóa phẩm khiêu dâm nữ quyền tìm cách thách thức các khuôn mẫu giới tính, thúc đẩy bình đẳng giới, và tập trung vào trải nghiệm, khoái cảm và quyền tự chủ của phụ nữ cũng như các giới tính đa dạng khác. Nội dung của nó tập trung vào khoái cảm nữ giới thay vì sự thỏa mãn của nam giới, phim khiêu dâm nữ quyền chú trọng khắc họa một cách chân thực và đa dạng khoái cảm của phụ nữ, biểu cảm và phản ứng của người phụ nữ trong bối cảnh làm tình. Thể hiện sự đa dạng về hình thể, sắc tộc, xu hướng tính dục, bản dạng giới (bao gồm cả người khuyết tật, người lớn tuổi), phá vỡ các khuôn mẫu rập khuôn về cái đẹp và hành vi tình dục. Tôn vinh quyền tự chủ cơ thể và tính dục của người biểu diễn, cho phép họ có tiếng nói trong quá trình sản xuất nội dung, thậm chí tự mình đạo diễn hoặc sản xuất. 
Một số sản phẩm khiêu dâm nữ quyền còn có mục tiêu giáo dục về tình dục, khám phá các loại ham muốn và biểu hiện tình dục khác nhau, nhằm trao quyền cho người xem và phá vỡ sự kỳ thị về tính dục. Những năm gần đây, với sự phát triển của phong trào nữ quyền, phong trào giải phóng tình dục, truyền thông đại chúng đang nỗ lực từng ngày để xóa bỏ đi những ngần ngại, e dè khi nhắc đến chủ đề tình dục. Trong một thời gian dài xã hội né tránh, cho rằng tình dục là một chủ đề cấm kị và bất kỳ ai cả gan nhắc đến đều là người không đứng đắn. Đặc biệt, nếu phụ nữ nói chuyện tình dục, cô ấy bị coi là một ả lẳng lơ. Nhưng giờ đây, người hiện đại, người tự do có suy nghĩ khác. Họ cho rằng chuyện tình dục chẳng nhạy cảm đến vậy và rằng bằng cách bàn luận về tình dục, chia sẻ những khó khăn, trở ngại trong câu chuyện ham muốn chính đáng này có thể giải phóng con người khỏi lớp vỏ bọc đức hạnh giả tạo. Từ đó, trả lại khoái cảm cho phụ nữ trong chuyện tình dục, đồng thời giải thoát phụ nữ khỏi những mặc cảm liên quan đến đạo đức và niềm tin tôn giáo. Ngày nay, những tựa sách khai thác chủ đề nhạy cảm là một phần của phong trào đang lên nhằm chấm dứt sự im lặng che lấp những vấn đề lâu nay bị cấm đoán hay phản đối trong xã hội.

## Chỉ trích

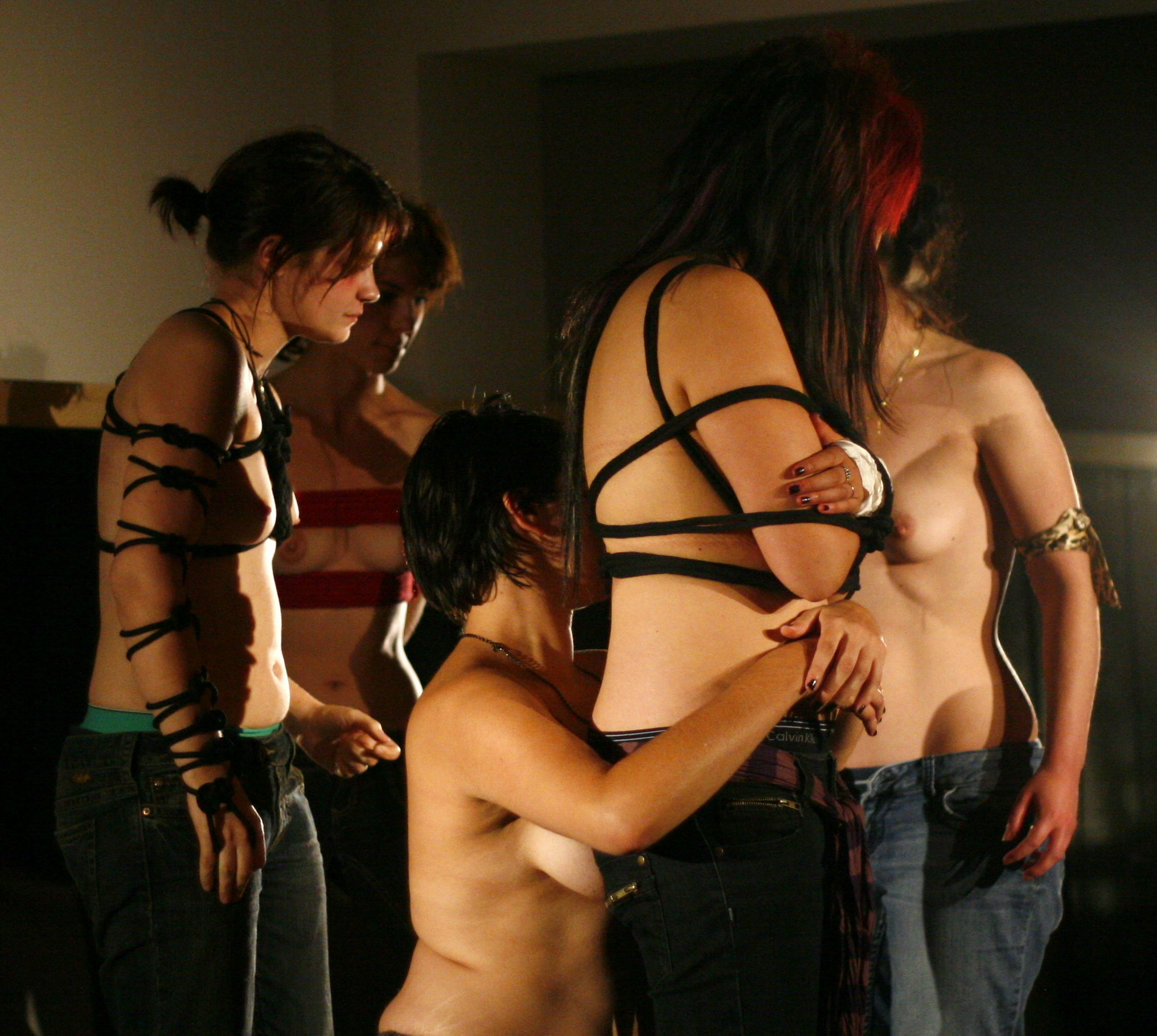
Nữ quyền tình dục trong bối cảnh BDSM (BDSM context)

Tuy vậy, vẫn có các tác phẩm phê phán chủ nghĩa nữ quyền tích cực về tình dục bao gồm tác phẩm của Germaine Greer và các bài luận của Dorchen Leidholdt. Chủ nghĩa nữ quyền tích cực về tình dục cũng bị chỉ trích vì tập trung vào phụ nữ trẻ, nhưng lại bỏ qua phụ nữ trung niên và người cao tuổi, những người không thể hoặc không muốn dành phần lớn năng lượng của mình vào tình dục. Trong cuốn sách "Female Chauvinist Pigs: Women and the Rise of Raunch Culture" (tạm dịch: "Những con lợn nái sô-vanh nữ quyền: Phụ nữ và sự trỗi dậy của thứ văn hóa dung tục") xuất bản năm 2005, Ariel Levy coi một hình thức phổ biến của chủ nghĩa tích cực về tình dục là một dạng "văn hóa dâm dục", trong đó phụ nữ tiếp thu sự đối tượng hóa phụ nữ theo quan điểm của nam giới về bản thân mình và những người phụ nữ khác. Bà cũng mô tả thứ văn hóa khiếm nhã như một phản ứng lại các định kiến về "người phụ nữ khắt khe" hoặc "khó tính". Levy tin rằng việc coi đây là một sự trao quyền là một sai lầm và bà cũng cho rằng phụ nữ nên tự xây dựng, định hình và phát triển các cách thức thể hiện tình dục của riêng mình. Susie Bright đánh giá cuốn sách khá tích cực, nói rằng phần lớn những gì có thể được coi là "văn hóa tục tĩu" là sự pha trộn các tác phẩm của những người theo chủ nghĩa nữ quyền tích cực về tình dục trước đó.